# Сан Пјетро Питурно (Бари)
Сан Пјетро Питурно (итал. San Pietro Piturno) је насеље у Италији у округу Бари, региону Апулија.
Према процени из 2011. у насељу је живело 726 становника. Насеље се налази на надморској висини од 335 м.